# Albert Evans-Jones
Albert Evans-Jones (* 14. April 1895 in Pwllheli; † 26. Januar 1970 in Menai Bridge) war unter dem Künstlernamen Cynan ein walisischer Dichter und Theaterschriftsteller. Er lebte zuletzt auf der Insel Anglesey (walisisch: Ynys Môn) in Wales und ist auf dem Friedhof von St Tysilio’s Church auf Church Island (walisisch: Ynys Suliau oder Ynys Tysilio) bei Menai Bridge begraben. Er erlangte zu Lebzeiten bereits große Bekanntheit und erhielt zahlreiche Ehrungen.

## Bedeutung des Künstlernamens
Cynan ist ein keltischer bzw. walisischer Begriff und wird als männlicher Vorname vergeben. Er bedeutet so viel wie der Erste, Oberhaupt, in das Englische wird er mit great, high übersetzt.

## Biografie
Er war der Sohn von Richard Albert Jones und dessen Frau Hannah Jane (née Evans). Sein Vater war der Besitzer des Central Restaurant in der Penlan Street. Er bekam seine Schulausbildung am örtlichen Gymnasium. Er studierte an dem University College of North Wales, an dem er 1916 seinen Abschluss erlangte.
Anschließend schloss er sich dem Royal Army Medical Corps an. Anfangs versah er einen medizinischen Hilfsdienst und avancierte zum Militärgeistlichen. Er diente in Salonika und Frankreich, wobei diese Erfahrungen in seiner Poesie ihren Niederschlag fanden.
Nach dem Krieg bereitete er sich bei dem Institut Coleg ym Pwllheli auf ein geistliches Amt bei der Presbyterian Church of Wales vor. Er wurde 1920 ordiniert und behielt sein geistliches Amt in Carnafonshire bis 1931 inne. Zudem hatte er eine Funktion an seiner ehemaligen Universität als Tutor für die Betreuung der Studenten außerhalb des Campus. Des Weiteren betätigte er sich als ein nonkonformistischer Prediger. Während dieser Zeit lebte er bereits in Menai Bridge. Allerdings schon vor diesen Erfahrungen betätigte er sich bereits an der Pwllheli’s Tabernacl Baptist Chapel als Prediger.
Seit 1931 bis 1968 war er auf Betreiben von Lord Chamberlain der Vorleser von walisischen Schauspielen.
Er heiratete zweimal, im Jahre 1921 Ellen J. Jones of Pwllheli, wobei aus dieser Ehe ein Sohn und eine Tochter hervorgingen. 1963 heiratete er Menna Meirion Jones of Valley aus Anglesey. Er wurde auf dem Friedhof von Church Island bei Menai Bridge nach seinem Tode 1970 bestattet, wo auch seine erste Frau Ellen Jane Jones (Nell) und sein Sohn Dr Emyr ap Cynan begraben sind.

## Werke
Mit seinen Kriegsgedichten begann seine Karriere als Literaturschaffender. Seine Kriegsgedichte sind bekannt dafür, dass die auch die Unannehmlichkeiten des Krieges und seine Auswirkungen auf Körper und Seele der Beteiligten beschreiben. Später spezialisierte er sich auf das Thema walisische Dramen und Literatur, war zudem Moderator beim Rundfunk und Lektor. Bekannt sich folgende Werke:

### Dichtung
- Anfon y Nico (Kriegsgedicht 1917)[2]
- Telyn y Nos (1921)
- Mab y Bwthyn (A cottage son, 1921, preisgekrönt, auch auf seinen Kriegserfahrungen basierend)[2]
- Yr Ynys Unig (The Lonely Isle, 1923, preisgekrönt)
- Y Dyrfa  (The Crowd, Bangor 1931)
- I'r Duw nid adwaenir (To the unknown God, 1924, preisgekrönt)
- Caniadau (1927)

Das Gedicht Aberdaron beschreibt Erinnerungen aus dem heute ruinösen Haus Tŷ Tan yr Allt, in dem es Tee mit Broten gab, die mit Tomaten und Zucker belegt waren. Cynan hatte über einen Kauf dieses Hauses nachgedacht. Es befindet sich heute in den Händen des National Trust.

### Schauspiel
- Hywel Harris (1932)
- Absalom Fy Mab (1957)

### Prosa
- Ffarwel Weledig (1946)

## Auszeichnungen
Er gewann insgesamt drei Mal die höchsten Auszeichnungen ("Crown") des National Eisteddfod of Wales  in den Jahren 1921, 1923 und 1924 für seine Gedichte. Er hatte die Funktion eines Archdruid des National Eisteddfod of Wales von 1950 bis 1953 und von 1963 bis 1967 inne, betonte aber als erster, dass die Funktion des Archdruid nicht als Fortsetzung der Tradition der antiken Druiden zu sehen sei. 1961 erhielt er die Ehrendoktorwürde für Literatur an seiner ehemaligen Universität. 1963 wurde er zum Ehrenbürger seiner Geburtsstadt Pwllheli mit der Auszeichnung freedom of the borough ernannt. Er ist 1969 von der Queen zum "Sir" geadelt worden.

## Weiterführende Literatur
- Bedwyr Lewis Jones, Cynan: y Llanc o Dref Bwllheli, 1981 Darlith
- Dafydd Owen, Cynan, 1979
- Gerwyn Wiliams, Cynan - Drama Bywyd Albert Evans-Jones (1895-1970), Lyolfa 2020